# Топвар
Пивоварня «Топвар» (словац. Pivovar Topvar) — словацкое предприятие, входившее в группу компаний Pivovary Topvar, a. s., которая принадлежала активам одного из крупнейших мировых производителей пива — международной корпорации SABMiller. В течение 1964—2010 годов занималась непосредственно производством пива, с марта 2010 года деятельность ограничивается административными и дистрибутивными функциями.
Находилась в городке Топольчани в Нитранском крае на западе Словакии.

## История
Пивоварня Topvar была основана в 1957 и изначально занималась производством солода, первая партия собственного пива была сварена предприятием в мае 1964.
В конце 1980-х пивоварню приватизировали, а затем контроль над нею получила международная корпорация SABMiller. В начале 2007 года владельцы пивоварни приняли решение объединить свои активы в Словакии, к которым, помимо пивоварни Topvar, относилась и пивоварня Šariš в городке Вельки-Шариш, в одно юридическое лицо, получившее название Pivovary Topvar, a. s.
С марта 2010 года пивоварня Topvar полностью остановила производство, оставив за собой функции регионального дистрибьютора. Производственные функции в структуре компании Pivovary Topvar, a. s. полностью взяла на себя пивоварня Šariš.
В 2018 году, в связи со сменой владельца, Pivovary Topvar, a. s. переименована в Plzeňský Prazdroj Slovensko, a. s.

## Пиво Topvar в России
В начале 2000-х годов Хамовнический пивоваренный завод варил пиво Topvar 12 % по лицензии

## Торговая марка «Topvar»
Сейчас пивоварней Šariš осуществляется производство пива двух сортов торговой марки Topvar:
- Topvar 12 % svetlý ležiak — светлый лагер о с экстрактивностью начального сусла 12 % и содержанием алкоголя 5 % объёмной доли, относится к стилю Чешский (Богемский) Пильзнер;
- Topvar 10 % svetlé výčapné pivo — светлый лагер с экстрактивностью начального сусла 10 % и содержанием этилового спирта 4,1 % объёмной доли, относится к стилю Чешский (Богемский) Пильзнер.[2]